# 히구치 다치바나
히구치 다치바나(일본어: 樋口橘, 1976년 3월 16일 ~ )는 일본의 만화가이다. 교토부 출신으로 하쿠센샤의 만화 잡지 〈하나토유메〉의 작가진 일원이다. 작품에 반영되지는 않았지만 2012년 SNS에 혐한감정을 드러냈으며 많은 한국팬들이 그에게 유감의 글을 보냈다. 현재 한국팬들사이에 혐한작가로 분류된다.

## 개요
1996년, 〈별책 하나토유메〉 5월호에 게재된 〈5月のサクラ〉으로 데뷔했다. 대표작은 애니메이션화, 게임화가 된 《학원 앨리스》로 연재중이다. 한국에서는 다치바나 히구치라고 이름이 잘못 알려져 있으나, 히구치 다치바나가 맞다.

## 작품

### 단행본
- 백조의 호수(1999년, 하나토유메, 하쿠센샤)
- M과 N의 초상(2000년 ~ 2002년, 하나토유메) - 전 6권
- 학원 앨리스(2002년 ~ 2014년 , 하나토유메) - 전 31권

### 팬북
- 학원 앨리스 7.5 공식 팬 북(2005년, 하쿠센샤)
- 학원 앨리스 일러스트 팬 북(2007년, 하쿠센샤)